# Parc national Xicoténcatl
Le parc national Xicoténcatl (espagnol : Parque nacional Xicoténcatl) est un parc national du Mexique situé au Tlaxcala. Il a une superficie de 680 ha créée en 1937. Il protège le centre historique de Tlaxcala de Xicoténcatl et il est géré par la Comisión Nacional de Áreas Naturales Protegidas.